# Universidad Técnica de Machala
 La Universidad Técnica de Machala (UTMACH) es una Institución de Educación Superior (IES) de la ciudad de Machala, Ecuador. Fundada en 1969, como resultado del esfuerzo colectivo de la población orense, es la única universidad pública de la provincia de El Oro. Para el año 2016 su oferta académica era de 30 pregrados.

## Historia
La creación de la Universidad Técnica de Machala está enmarcada en un contexto histórico de lucha popular, en donde las exigencias del pueblo consiguieron sus objetivos luego de varios años de esfuerzo. Los primeros antecedentes se remontan al año de 1964. En 1965 se publicarían en el diario El Nacional artículos por parte de los docentes del Colegio Nueve de Octubre en donde se defendía la necesidad de una institución de educación superior para la provincia. Impulsados por el entusiasmo, en 1967 se crearían los primeros movimientos pro-universitarios; se destaca la labor del Lcdo. Diego Minuche Garrido, por aquellos tiempos rector del Colegio Nueve de Octubre, al convocar el 7 de junio de ese año a la Asamblea de Rectores y miembros de Consejos Directivos de los colegios para dirigirse a los organismos del gobierno responsables de aprobar la creación de la institución.

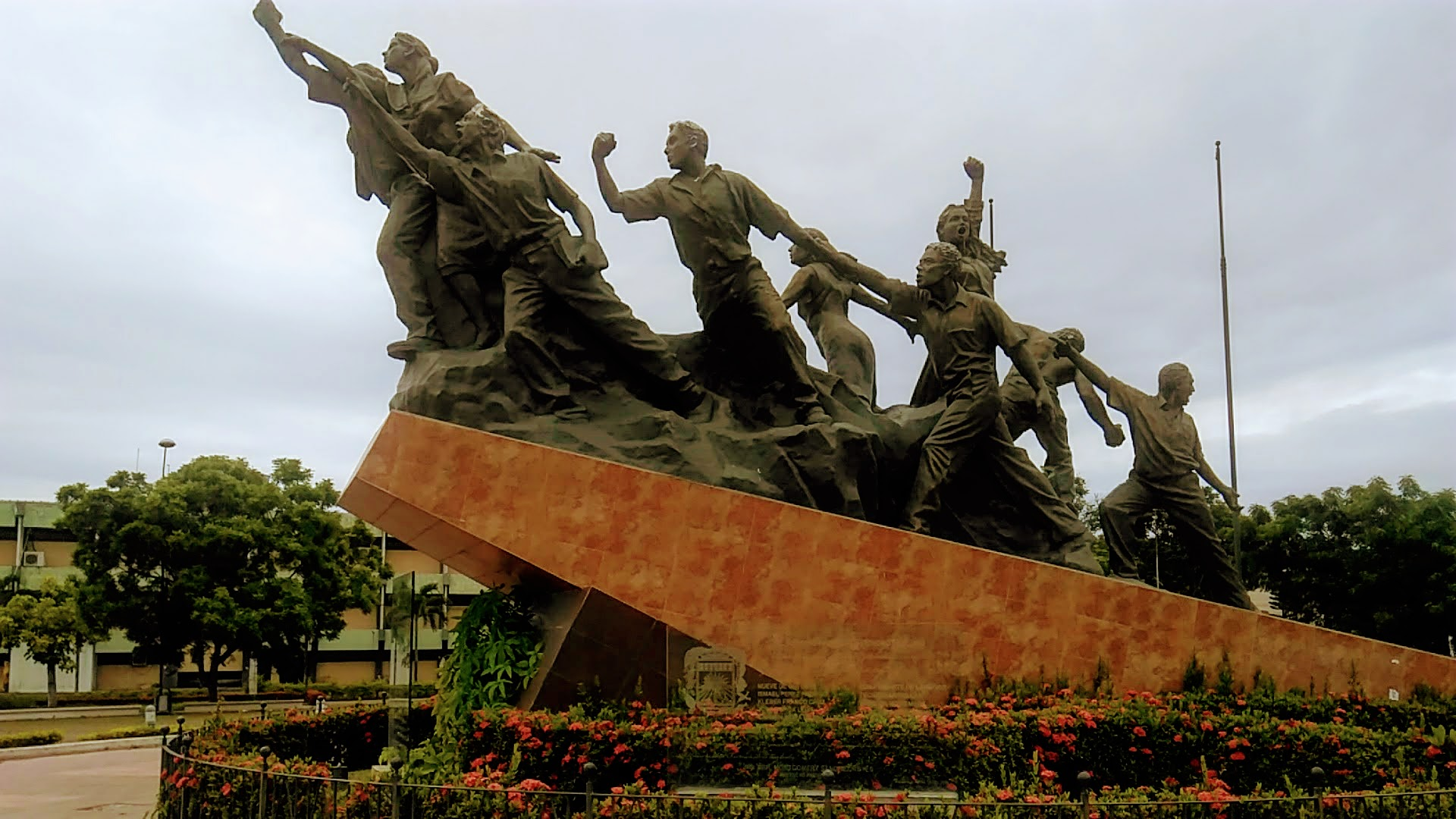
Monumento en memoria de la lucha por la fundación de la UTMACH

Posteriormente, en 1968, se iría consolidando cada vez más las aspiraciones. Se presentaría a la Constituyente un modelo que incluía 4 carreras y la creación de las escuelas de Enfermería, Pedagogía y Letras y Economía y Administración de Negocios; sin embargo, no sería sino hasta el 11 de septiembre que se organizaría legalmente el Comité Pro Creación de la Universidad para El Oro, dirigido por el presidente del Honorable Consejo Provincial de El Oro, Víctor Manuel Serrano Murillo. Asimismo, el 5 de octubre, la Federación Provincial de Estudiantes Secundarios del Ecuador (FESE) apoya el esfuerzo que se está llevando a cabo. Empero, a pesar, de los intentos que se realizaban la creación todavía no se materializaba. Finalmente la población se levantaría en reclamo el 22 de noviembre; conllevando como resultado 30 heridos y 4 muertos, el estudiante Carlos Ponguillo y los trabajadores Alfonso Patiño, Germán Cueva y Pedro Riofrío.
Ante los reclamos y revueltas realizadas se conseguiría que las autoridades consideraran las exigencias de la población. El 12 de diciembre se llevaría a cabo una sesión entre representantes de El Oro y el Consejo Nacional de Educación. Así, el 7 de febrero de 1969, luego de una revisión por parte de la Comisión Académica del Consejo Nacional de Educación, se obtendría la resolución de aprobación para la creación de la universidad. El 8 de marzo se aprueba el informe. Y el 14 de abril se crearía la Universidad Técnica de Machala, firmando oficialmente el presidente José Velasco Ibarra el 18 de abril el decreto ley n.º 69-04 publicada en el Registro Oficial n.º 161. 
Fue inaugurada por el presidente del Ecuador el 23 de julio de 1969. La organización de la universidad estaría a cargo de la Casa de la Cultura Núcleo de El Oro y la Comisión de Coordinación Académica del Consejo Nacional de Educación Superior hasta el nombramiento de un rector definitivo. El primer año lectivo se iniciaría el 4 de agosto con la Facultad de Agronomía y Veterinaria. 
La Asamblea Universitaria reunida el 14 de febrero de 1970 encargó al Vicerrector Titular, Ing. Galo Acosta Hidalgo, el rectorado; es en este tiempo en el que se desarrolla una importante estructuración de la institución. El 22 de junio se crearía el Instituto de Ciencias, que daría lugar el 17 de diciembre a la Facultad de Ciencias y Administración. 
El 20 de marzo de 1972 se elige como primer Rector Titular al Econ. Manuel Zúñiga Mascote en cuya administración se crearían nuevas facultades para la ciudadanía machaleña. Las facultades que la conformaban eran: Ciencias Administrativas y Contabilidad, Ciencias Químicas, Ingeniería Civil y Sociología. 
El 12 de diciembre el Ing. Rafael Bustamante Ibáñez y Dr. Gerardo Fernández Capa, asumirían las funciones de rector y vicerrector, respectivamente. El 20 de noviembre de 1973 el Ing. Gonzalo Gambarroti Gavilánez y Dr. Carlos García Rizzo, relevarían a los anteriores. El Dr. Gerardo Fernández Capa y el Dr. Jaime Palacios Peralta, ejercería el rectorado y vicerrectorado, luego de su elección el 15 de enero de 1977 y de su reelección el 17 de enero de 1981. Debido al fallecimiento del Dr. Jaime Palacios Peralta en 1983 se designa al Ing. Marino Urigüen Barreto como su reemplazo.

## Clasificación
El Consejo de Evaluación Acreditación y Aseguramiento de la Calidad de la Educación Superior (CEAACES) clasificó, luego de un proceso de acreditación y recategorización iniciado en el 2015, a la universidad en categoría B.
De acuerdo con la clasificación del año 2018 realizada por Ranking Web of Universities Webometrics, que considera la presencia y visibilidad de las universidades, la Universidad Técnica de Machala se encuentra en el vigésimo segundo lugar a nivel del Ecuador.

## Administración
Como resultado de las elecciones de julio de 2017, el Dr. César Quezada Abad, la Dra. Amarilis Borja Herrera, y el Dr. Jhonny Pérez Rodríguez serían electos como máximas autoridades académicas correspondiente a Rector de la UTMACH, Vicerrectora Académica y Vicerrector Administrativo, respectivamente.

## Organización
Se organiza en 5 facultades. 

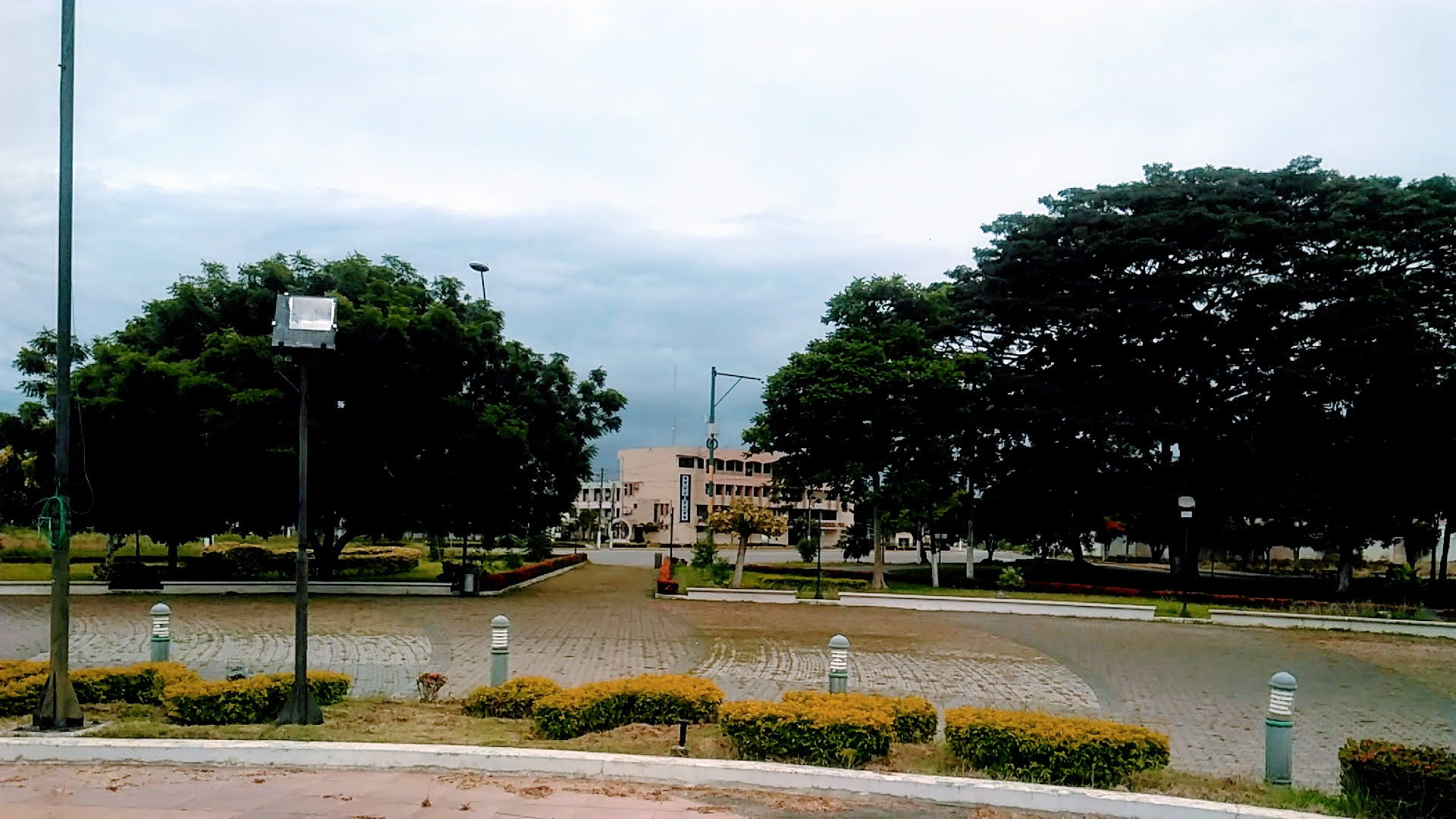
La Universidad Técnica de Machala se organiza en Facultades

- Facultades de Ciencias Agropecuarias
- Facultades de Ciencias Empresariales
- Facultades de Ciencias Sociales
- Facultades de Ciencias Químicas
- Facultades de Ingeniería Civil

La población estudiantil era de 7867 estudiantes para el primer semestre del 2016. La mayoría (37 %) correspondía a la Unidad Académica de Ciencias Empresariales, en la cual la carrera de Contabilidad y Auditoría era la de mayor población (36 %).

## Resultados en el Examen de Habilitación Profesional
La Universidad Técnica de Machala evidenció un sólido rendimiento académico en la convocatoria de octubre de 2024 del Examen Nacional de Habilitación para el Ejercicio Profesional de Medicina, administrado por el CACES, alcanzando una tasa de aprobación del 89,76 %, con 114 aprobados de un total de 127 evaluados. Este resultado reafirma el compromiso institucional con la mejora continua en la formación médica y con la preparación de profesionales competentes que responden a las exigencias del sistema nacional de aseguramiento de la calidad de la educación superior.